# Гомець
Гомець (словен. Homec) — мале поселення в общині Кобарид, Регіон Горишка, Словенія. Висота над рівнем моря: 504 м.